# Urizen

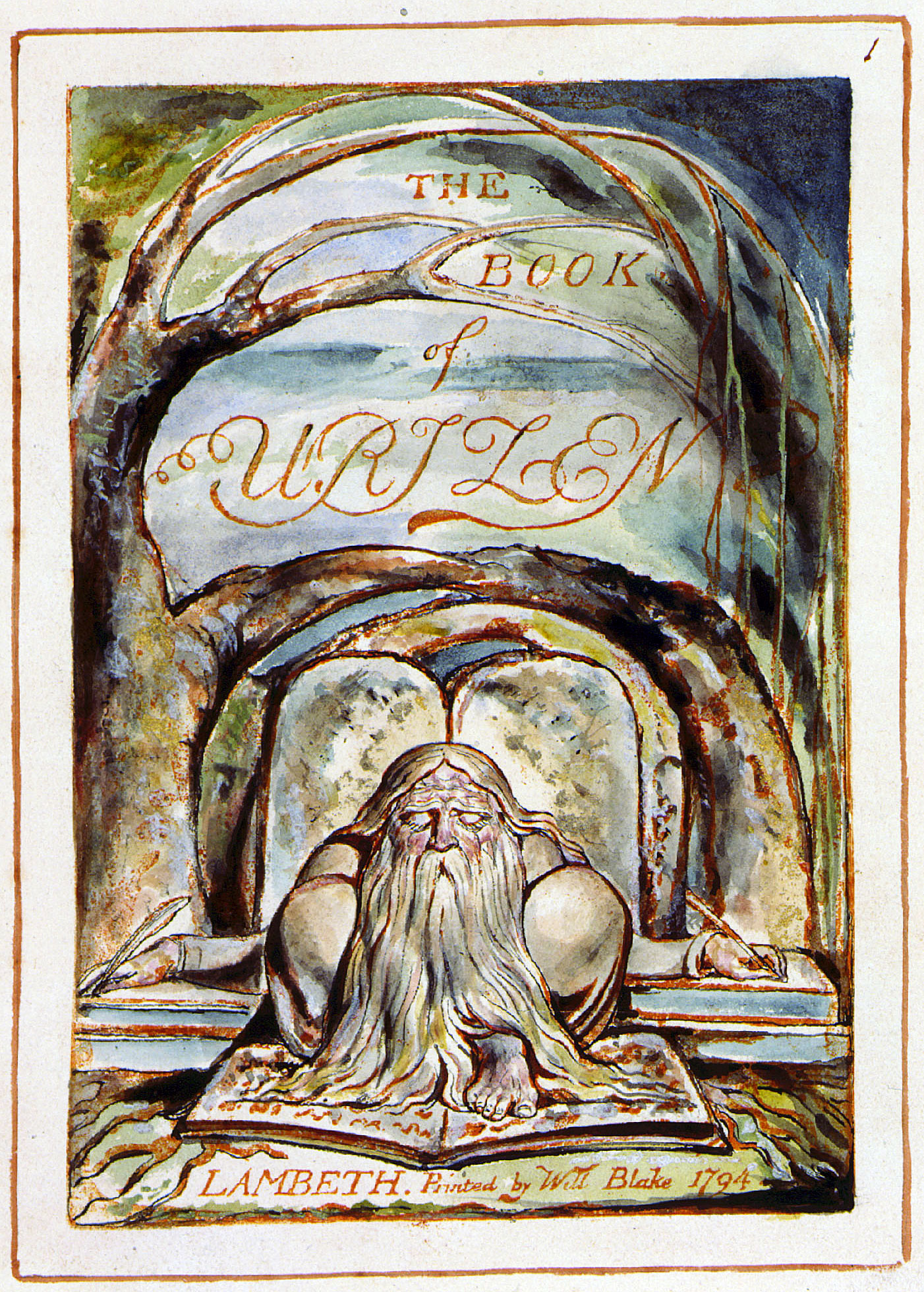
Frontispicio de The Book of Urizen, copia G (impreso 1818). Colección de la Biblioteca del Congreso de los Estados Unidos.

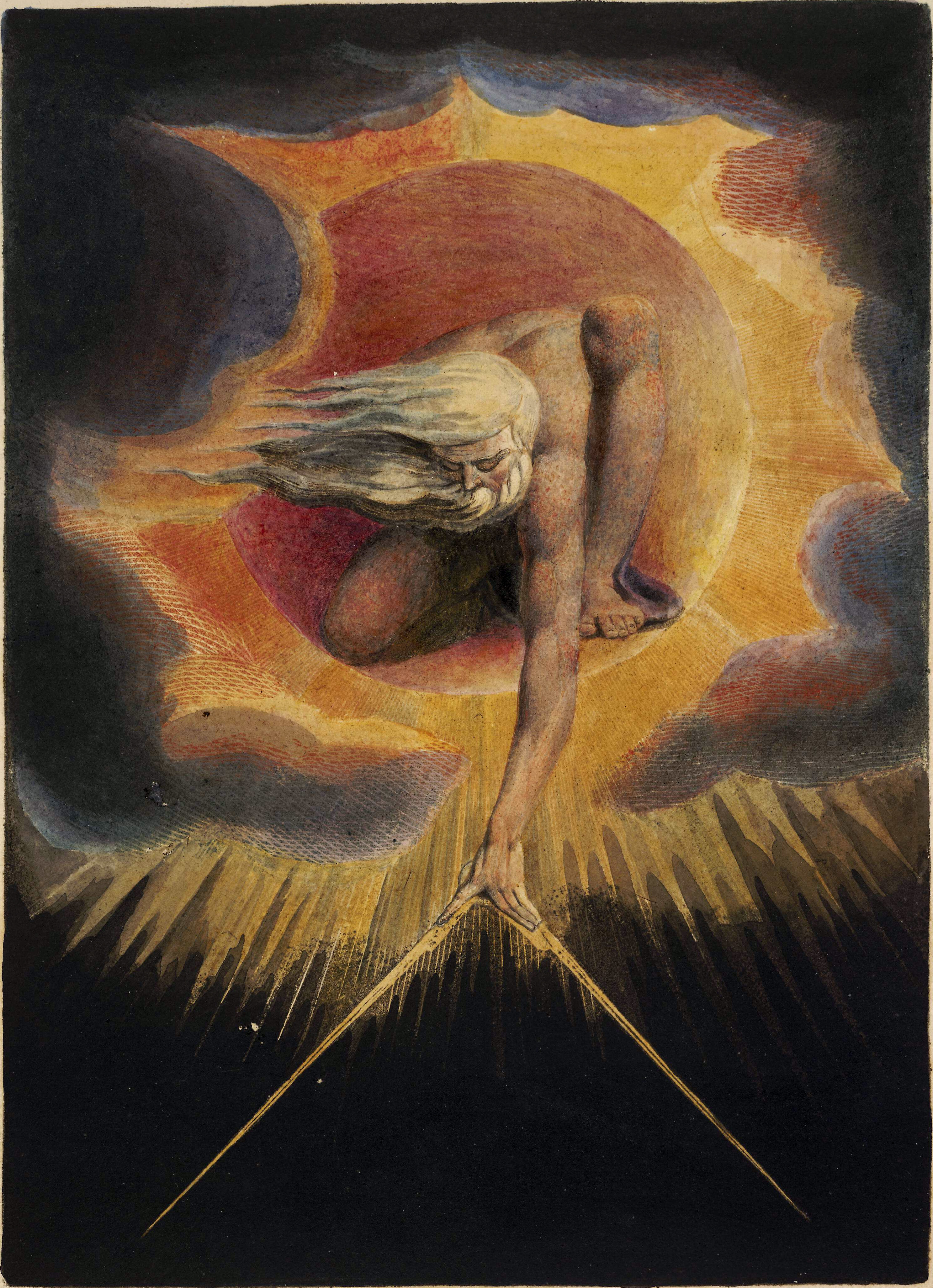
Urizen en «El anciano de los días» («The Ancient of Days»), el frontispicio de su libro iluminado Europa: una profecía. Grabado de 23 x 17 cm (9 x 7 pulgadas), coloreado a la acuarela. Copia D, en el Museo Británico.

En la mitología de William Blake (véase Mitología de William Blake),  Urizen (/ˈjʊrɪzən/) es la personificación de la encarnación de la sabiduría convencional y la ley.  Suele representársele como un hombre anciano, blanco y barbado; en algunas imágenes lleva consigo las herramientas de un arquitecto, para crear y limitar el universo, o redes, para atrapar personas en las leyes y en las normas de la sociedad convencional. Se trata de un personaje recurrente en los textos, ilustraciones y grabados de Blake, y aparece en los llamados Libros proféticos de Blake como, por ejemplo, Europa: una profecía, en el grabado «El anciano de los días», y El libro de Urizen, ambos de 1794. Blake le retrata a Urizen en ocho de sus libros.

## Visiones de las hijas de Albión(1793)
Urizen hace su primera aparición en este libro, como «creador de hombres y extraño demonio del cielo».

## Vala o los cuatro Zoas(1797)
En este poema, Blake describe a Urizen, uno de los cuatro Zoas, junto con Urthona, Luvah y Tharmas, como «príncipe de la luz» y primogénito de Vala, la diosa de la naturaleza.